# 高雄神社
高雄神社是日治時期台灣的一座神社，緣起於1910年成立的打狗金刀比羅神社，地點在高雄州高雄市壽町的壽山上。

## 祭神
高雄神社的社格為縣社，祭祀的主要對象是能久親王、大物主命，以及崇德天皇。

## 歷史
1910年（明治43年）2月5日，日本人在壽山下創建了打狗金刀比羅神社，從祭祀大物主神、崇德天皇的日本香川縣金刀比羅宮分靈而來。1920年（大正9年）5月增祀能久親王，並改名打狗神社。同年12月，再更名為高雄神社。1928年（昭和3年）11月8日，神社遷至壽山的半山腰上。1929年（昭和4年）4月30日正式完工，舉行落成奉告祭。1932年（昭和7年）4月22日，高雄神社列入「縣社」社格。
高雄神社在戰後改為今日的高雄市忠烈祠，多數神社建築在1970年代被拆除，受保留的部分有數座石燈籠、一座鳥居等。
簡史
- 1910年（明治43年）9月，打狗金刀比羅神社成立於壽山山麓(約略於今高雄市萬壽路100巷內的海巡署第五海岸巡防總隊內)。
- 1912年（明治45年）2月，得到在原地重建神社的許可，後因在山下町的高雄州廳舍有新殿造營的計畫故中止。
- 1920年（大正9年），除原有的大物主神、崇德天皇外，合祀本島鎮守之神的能久親王，改稱「打狗神社」。
- 1920年（大正9年）12月，改稱「高雄神社」。
- 1926年（大正15年）1月，由於原有神社為臨時建造，經十數年變得非常頹廢，認有辱神威，組成高雄神社造營奉贊會。工程預算十萬圓，其中二萬四千圓由高雄州廳負擔，四萬圓接受來自高雄市役所的補助，其餘三萬六千圓賴自高雄市內及州下所屬的寄附募集
- 1926年（大正15年）3月3日，寄附金募集的活動經許可後，同年七月寄附金募集金額變更為四萬六千圓，工程費增為十一萬圓，同年10月16日神社造營地的壽山中腰(壽町一番地)的官有地，七千三百六十五坪餘無償撥用後進行整地工程
- 1928年（昭和3年）4月6日，工程預算增為十二萬圓
- 1928年（昭和3年）4月28日，舉行地鎮祭，同年8月31日舉行上棟祭(上樑)
- 1928年（昭和3年）10月底，神殿大致竣成。
- 1928年（昭和3年）11月8日，舉行遷座祭及能久親王的合祀祭
- 1929年（昭和4年）4月30日，正式完工，舉行落成奉告祭。
- 1932年（昭和7年）4月22日，高雄神社列入「縣社」社格。
- 二戰戰後，改為今日的高雄市忠烈祠。
- 1973年，高雄市長王玉雲發起重建忠烈祠的計劃。[3]
- 1974年（民國63年），神社建築被拆除。[4]

- 高雄神社官印
- 高雄神社在神殿竣工後舉行遷座祭
- 拜殿及後方的主殿
- 自高雄神社望向市區（今鹽埕區至哈瑪星一帶）

## 外部連結
- 神奈川大學 海外神社（跡地）に関するデータベース 高雄神社 （页面存档备份，存于）